# ليجييه ريشييه
ليجييه ريشييه (بالفرنسية: Ligier Richier)‏ (1500 - 1567) نحات فرنسي من القرن السادس عشر تركزت أعماله على المنحوتات الكنسية في منطقة اللورين شرق فرنسا. وأشهرها إغماءة العذراء أو "Groupe de la Passion" والمكونة من 13 شخص. وكذلك «ترانسي» ويمثل تخليداً لموت أمير أورانج في تلك الفترة «رينيه دو شالون».

## وصلات خارجية
- فيديو أعمال ريشييه على يوتيوب